# 19.ª etapa del Giro de Italia 2020
La 19.ª etapa del Giro de Italia 2020 tuvo lugar el 23 de octubre de 2020 entre Abbiategrasso y Asti sobre un recorrido de 124 km y fue ganada por el checo Josef Černý del equipo CCC. El neerlandés Wilco Kelderman logró mantener el liderato.
Inicialmente la etapa tenía que empezar en Morbegno y recorrer una distancia de 251 kilómetros, pero tras las protestas de algunos equipos por el kilometraje y las condiciones meteorológicas esta fue acortada.

## Clasificación de la etapa
| \| Clasificación de la etapa \| Clasificación de la etapa \| Clasificación de la etapa \| Clasificación de la etapa \| Clasificación de la etapa \| \| Ciclista \| Ciclista \| Equipo \| Tiempo \| \| \| ------------------------- \| ------------------------- \| --------------------------- \| ------------------------- \| ------------------------- \| \| 1.º \| Josef Černý \| CCC Team \| 2 h 30 min 40 s \| \| \| 2.º \| Victor Campenaerts \| NTT Pro Cycling \| + 18 s \| \| \| 3.º \| Jacopo Mosca \| Trek-Segafredo \| + 26 s \| \| \| 4.º \| Simon Clarke \| EF Pro Cycling \| + 26 s \| \| \| 5.º \| Iljo Keisse \| Deceuninck-Quick Step \| + 26 s \| \| \| 6.º \| Sander Armée \| Lotto-Soudal \| + 26 s \| \| \| 7.º \| Albert Torres Barceló \| Movistar Team \| + 1 min 10 s \| \| \| 8.º \| Simon Pellaud \| Androni Giocattoli-Sidermec \| + 1 min 10 s \| \| \| 9.º \| Giovanni Carboni \| Bardiani CSF Faizanè \| + 1 min 10 s \| \| \| 10.º \| Alex Dowsett \| Israel Start-Up Nation \| + 1 min 10 s \| \| |                       |                             |                 |
| |                       |                             |                 |
| Fuente: ProCyclingStats |                       |                             |                 |
| Clasificación de la etapa |                       |                             |                 |
| Ciclista | Ciclista              | Equipo                      | Tiempo          |
| 1.º | Josef Černý           | CCC Team                    | 2 h 30 min 40 s |
| 2.º | Victor Campenaerts    | NTT Pro Cycling             | + 18 s          |
| 3.º | Jacopo Mosca          | Trek-Segafredo              | + 26 s          |
| 4.º | Simon Clarke          | EF Pro Cycling              | + 26 s          |
| 5.º | Iljo Keisse           | Deceuninck-Quick Step       | + 26 s          |
| 6.º | Sander Armée          | Lotto-Soudal                | + 26 s          |
| 7.º | Albert Torres Barceló | Movistar Team               | + 1 min 10 s    |
| 8.º | Simon Pellaud         | Androni Giocattoli-Sidermec | + 1 min 10 s    |
| 9.º | Giovanni Carboni      | Bardiani CSF Faizanè        | + 1 min 10 s    |
| 10.º | Alex Dowsett          | Israel Start-Up Nation      | + 1 min 10 s    |

## Clasificaciones al final de la etapa

### Clasificación general(Maglia Rosa)
| \| Clasificación general \| Clasificación general \| Clasificación general \| Clasificación general \| Clasificación general \| \| Ciclista \| Ciclista \| Equipo \| Tiempo \| \| \| --------------------- \| --------------------- \| --------------------- \| --------------------- \| --------------------- \| \| 1.º \| Wilco Kelderman \| Team Sunweb \| 80 h 29 min 19 s \| \| \| 2.º \| Jai Hindley \| Team Sunweb \| + 12 s \| \| \| 3.º \| Tao Geoghegan Hart \| Ineos Grenadiers \| + 15 s \| \| \| 4.º \| Pello Bilbao \| Bahrain McLaren \| + 1 min 19 s \| \| \| 5.º \| João Almeida \| Deceuninck-Quick Step \| + 2 min 16 s \| \| \| 6.º \| Jakob Fuglsang \| Astana \| + 3 min 59 s \| \| \| 7.º \| Patrick Konrad \| Bora-Hansgrohe \| + 5 min 40 s \| \| \| 8.º \| Vincenzo Nibali \| Trek-Segafredo \| + 5 min 47 s \| \| \| 9.º \| Fausto Masnada \| Deceuninck-Quick Step \| + 6 min 46 s \| \| \| 10.º \| Rafał Majka \| Bora-Hansgrohe \| + 7 min 28 s \| \| |                    |                       |                  |
| |                    |                       |                  |
| Fuente: ProCyclingStats |                    |                       |                  |
| Clasificación general |                    |                       |                  |
| Ciclista | Ciclista           | Equipo                | Tiempo           |
| 1.º | Wilco Kelderman    | Team Sunweb           | 80 h 29 min 19 s |
| 2.º | Jai Hindley        | Team Sunweb           | + 12 s           |
| 3.º | Tao Geoghegan Hart | Ineos Grenadiers      | + 15 s           |
| 4.º | Pello Bilbao       | Bahrain McLaren       | + 1 min 19 s     |
| 5.º | João Almeida       | Deceuninck-Quick Step | + 2 min 16 s     |
| 6.º | Jakob Fuglsang     | Astana                | + 3 min 59 s     |
| 7.º | Patrick Konrad     | Bora-Hansgrohe        | + 5 min 40 s     |
| 8.º | Vincenzo Nibali    | Trek-Segafredo        | + 5 min 47 s     |
| 9.º | Fausto Masnada     | Deceuninck-Quick Step | + 6 min 46 s     |
| 10.º | Rafał Majka        | Bora-Hansgrohe        | + 7 min 28 s     |

### Clasificación por puntos(Maglia Ciclamino)
| Clasificación por puntos | Clasificación por puntos | Clasificación por puntos    | Clasificación por puntos | Clasificación por puntos |
| Ciclista                 | Ciclista                 | Equipo                      | Puntos                   |                          |
| ------------------------ | ------------------------ | --------------------------- | ------------------------ | ------------------------ |
| 1.º                      | Arnaud Démare            | Groupama-FDJ                | 221 pts                  |                          |
| 2.º                      | Peter Sagan              | Bora-Hansgrohe              | 184 pts                  |                          |
| 3.º                      | João Almeida             | Deceuninck-Quick Step       | 94 pts                   |                          |
| 4.º                      | Diego Ulissi             | UAE Team Emirates           | 77 pts                   |                          |
| 5.º                      | Josef Černý              | CCC Team                    | 73 pts                   |                          |
| 6.º                      | Filippo Ganna            | Ineos Grenadiers            | 72 pts                   |                          |
| 7.º                      | Simon Pellaud            | Androni Giocattoli-Sidermec | 70 pts                   |                          |
| 8.º                      | Andrea Vendrame          | AG2R La Mondiale            | 66 pts                   |                          |
| 9.º                      | Patrick Konrad           | Bora-Hansgrohe              | 61 pts                   |                          |
| 10.º                     | Tao Geoghegan Hart       | Ineos Grenadiers            | 51 pts                   |                          |

### Clasificación de la montaña(Maglia Azzurra)
| Clasificación de la montaña | Clasificación de la montaña | Clasificación de la montaña | Clasificación de la montaña | Clasificación de la montaña |
| Ciclista                    | Ciclista                    | Equipo                      | Puntos                      |                             |
| --------------------------- | --------------------------- | --------------------------- | --------------------------- | --------------------------- |
| 1.º                         | Ruben Guerreiro             | EF Pro Cycling              | 234 pts                     |                             |
| 2.º                         | Thomas de Gendt             | Lotto-Soudal                | 122 pts                     |                             |
| 3.º                         | Tao Geoghegan Hart          | Ineos Grenadiers            | 115 pts                     |                             |
| 4.º                         | Rohan Dennis                | Ineos Grenadiers            | 103 pts                     |                             |
| 5.º                         | Ben O'Connor                | NTT Pro Cycling             | 71 pts                      |                             |
| 6.º                         | Wilco Kelderman             | Team Sunweb                 | 54 pts                      |                             |
| 7.º                         | Jai Hindley                 | Team Sunweb                 | 52 pts                      |                             |
| 8.º                         | Filippo Ganna               | Ineos Grenadiers            | 48 pts                      |                             |
| 9.º                         | Jonathan Castroviejo        | Ineos Grenadiers            | 45 pts                      |                             |
| 10.º                        | Jonathan Caicedo            | EF Pro Cycling              | 40 pts                      |                             |

### Clasificación de los jóvenes(Maglia Bianca)
| Clasificación del mejor joven | Clasificación del mejor joven | Clasificación del mejor joven | Clasificación del mejor joven | Clasificación del mejor joven |
| Ciclista                      | Ciclista                      | Equipo                        | Tiempo                        |                               |
| ----------------------------- | ----------------------------- | ----------------------------- | ----------------------------- | ----------------------------- |
| 1.º                           | Jai Hindley                   | Team Sunweb                   | 80 h 29 min 31 s              |                               |
| 2.º                           | Tao Geoghegan Hart            | Ineos Grenadiers              | + 3 s                         |                               |
| 3.º                           | João Almeida                  | Deceuninck-Quick Step         | + 2 min 04 s                  |                               |
| 4.º                           | Sergio Samitier               | Movistar Team                 | + 26 min 00 s                 |                               |
| 5.º                           | Brandon McNulty               | UAE Team Emirates             | + 33 min 00 s                 |                               |
| 6.º                           | James Knox                    | Deceuninck-Quick Step         | + 34 min 37 s                 |                               |
| 7.º                           | Aurélien Paret-Peintre        | AG2R La Mondiale              | + 40 min 59 s                 |                               |
| 8.º                           | Sam Oomen                     | Team Sunweb                   | + 53 min 33 s                 |                               |
| 9.º                           | Ben O'Connor                  | NTT Pro Cycling               | + 1 h 00 min 00 s             |                               |
| 10.º                          | Matteo Fabbro                 | Bora-Hansgrohe                | + 1 h 00 min 46 s             |                               |

### Clasificación por equipos"Súper team"
| Clasificación por equipos | Clasificación por equipos | Clasificación por equipos | Clasificación por equipos |
| Equipo                    | Equipo                    | Tiempo                    |                           |
| ------------------------- | ------------------------- | ------------------------- | ------------------------- |
| 1.º                       | Ineos Grenadiers          | 241 h 35 min 57 s         |                           |
| 2.º                       | Deceuninck-Quick Step     | + 23 min 39 s             |                           |
| 3.º                       | Bahrain McLaren           | + 28 min 01 s             |                           |
| 4.º                       | Team Sunweb               | + 28 min 37 s             |                           |
| 5.º                       | Bora-Hansgrohe            | + 51 min 45 s             |                           |
| 6.º                       | NTT Pro Cycling           | + 1 h 44 min 27 s         |                           |
| 7.º                       | Astana                    | + 1 h 51 min 58 s         |                           |
| 8.º                       | Movistar Team             | + 1 h 54 min 57 s         |                           |
| 9.º                       | AG2R La Mondiale          | + 1 h 59 min 25 s         |                           |
| 10.º                      | Trek-Segafredo            | + 2 h 28 min 35 s         |                           |

## Abandonos
- Matteo Spreafico no tomó la salida tras haber dado positivo en enobosarm en dos controles antidopaje realizados en la 12.ª y 13.ª etapa.[2]